# Vitória F.C.

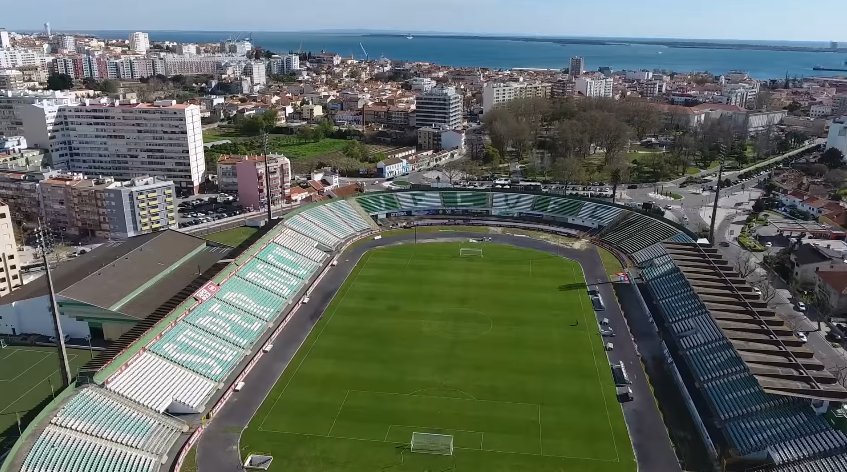
Nhìn từ trên không của sân vận động Estádio do Bonfim

Vitória Futebol Clube là một câu lạc bộ thể thao Bồ Đào Nha đến từ thành phố Setúbal. Được biết đến với cái tên Vitória de Setúbal (phát âm là [viˈtɔɾiɐ dɨ sɨˈtubaɫ]), câu lạc bộ được sinh ra dưới tên gốc Sport Victoria từ đống tro tàn của Câu lạc bộ bóng chày Bonfim. Sân nhà của đội bóng là Estádio do Bonfim có sức chứa 21.530 chỗ ngồi.
Thành tích đáng kể nhất ở trong nước là 3 lần vô địch Taça de Bồ Đào Nha và 1 lần vô địch Taça da Liga, thành tích cao nhất giải vô địch Bồ Đào Nha là ngôi á quân năm 1972.